# Энен-Льетар д’Альзас, Александр-Габриель-Жозеф де
Александр-Габриель-Жозеф де Энен-Льетар д'Альзас (фр. Alexandre-Gabriel-Joseph de Hénin-Liétard d'Alsace; 1681, Брюссель — 18 февраля 1745, Ауденарде), князь де Шиме и Священной Римской империи, граф де Буссю и де Бомон — военный и государственный деятель Испанских и Австрийских Нидерландов.

## Биография
Третий сын Филиппа-Луи де Энен-Льетара, князя де Шиме, и Анны Луизы Филиппины Веррейкен, баронессы ван Импден. Крещен в церкви Нотр-Дам-де-Ла-Шапель в Брюсселе 5 мая 1681.
При жизни старшего брата титуловался маркизом Ла Вера и Флиссингена.
В 1703 году с чином капитана гренадеров поступил в созданный Филиппом V полк валлонской гвардии. Отличился в ходе войны за Испанское наследство. Участвовал в битве при Экерене, где был тяжело ранен. Согласно генералу Гийому, 10 января 1706 стал майором гвардии, с чином генерал-лейтенанта. По данным секретаря Пинара и Шмидта-Брентано, произведен в генерал-лейтенанты 18 декабря 1709.
После длительных переговоров, завершившихся подписанием Барьерного договора (1715), маркиз перешел на французскую службу, где 16 ноября 1717 также получил ранг генерал-лейтенанта, со старшинством в чине с 18 декабря 1709. После обмена ратификационными грамотами и перехода Испанских Нидерландов под власть Австрии, он предложил свои услуги императору.
27 августа 1726 произведен в генерал-фельдмаршал-лейтенанты. Жалованной грамотой от 27 августа 1728 был назначен великим бальи, капитаном и шателеном Ауденарде, а в следующем году также губернатором Куртре.
4 сентября 1735 Карл VI возвел Александра де Энена в достоинство имперского князя. 18 февраля 1740 он получил должность капитана стрелков благородной гвардии Нидерландов.
В 1740 году унаследовал семейные владения после смерти бездетного старшего брата, став князем де Шиме и грандом Испании 1-го класса, бароном Лидкерке и Андерлёва, Коммина и Альвена, виконтом де Ломбек и Гран-Рен, сеньором земли и пэрии Авен, городов и областей Верт, Недерверт и Виссем, первым пэром графств Эно и Намюра.

## Семья
Жена (19.08.1725): Габриель-Франсуаза де Бово-Кран (1708—1758), дочь Марка де Бово, князя де Крана, и графини Маргариты де Линьивиль
Дети:
- Анна-Габриель де Энен-Льетар д'Альзас (29.03.1728 — 25.06.1800), княгиня де Шиме. Муж (26.10.1750): Виктор-Морис де Рике, маркиз де Караман (1727—1807)
- Габриель-Шарлотта-Франсуаза де Энен-Льетар д'Альзас (29.06.1729—1809). Муж (18.11.1755): виконт Жак-Франсуа де Камбис (1727—1792)
- Тома-Александр-Марк де Энен-Льетар (7.11.1732—1.08.1759), князь де Шиме. Жена (25.04.1754): Мадлен-Шарлотта Лепелелье де Сен-Фаржо, дочь Анна-Луи Мишеля Лепелелье де Сен-Фаржо и Шарлотты-Катрин д'Алигр
- Филипп-Габриель-Морис-Жозеф де Энен-Льетар д'Альзас (12.09.1736—24.07.1804), князь де Шиме. Жена (25.09.1762): Лор-Огюста де Фитц-Джеймс (1744—1814), дочь герцога Шарля де Фитц-Джеймса и Виктуар Гойон де Матиньон
- Элизабет-Шарлотта де Энен-Льетар д'Альзас (16.11.1734—?)
- Луиза-Франсуаза-Габриель де Энен-Льетар д'Альзас (30.03.1738—?)
- Шарль-Александр-Марк-Марселен де Энен-Льетар д'Альзас (17.06.1744—7.09.1794), князь де Энен. Жена (29.09.1766): Аделаида-Фелисите Гино де Монконсей (9.04.1750 — ок. 1823), дочь маркиза Этьена Гино де Монконсея и Сесиль-Терезы-Полины де Риу де Кюрзе